# Ліщенко Микола Опанасович
Микола Опанасович Ліщенко (15 грудня 1923 , Липки, Київська губернія  — 21 грудня 2001 , Чернівці ) — український історик та політичний діяч.

## Біографія
Народився 1923 року на Житомирщині. У 1941 році закінчив школу в Фастові. З 1941 році взяв участь в боях з нацистськими військами Німеччини. Поранений та в 1943 році демобілізований. У 1944 році розпочав навчання в Київському університеті на факультеті історії. У 1952 році закінчив аспірантуру. Захистив дисертацію на тему: Селянський рух на Півдні України (Херсонська і північна частина Таврійської губернії) в революції 1905—1907 рр.".
Розпочав працювати у Чернівецькому університеті. З 1954 до 1999 року працював на кафедрі історії України. З 1954 році призначений деканом історичного факультету Чернівецького університету покинув посаду 1958. У 1968 році очолив кафедру історії України посаду покинув 1971 року після призначення деканом. З 1971 до 1975 очолював підрозділ університету. З 1976 до 1980 очолював кафедру історії України. Вийшов на пенсію в 1999 році. Помер 2001 року похований на Центральному цвинтарі міста Чернівці.